# 719–710 př. n. l.
Století: 9. století př. n. l. – 8. století př. n. l. – 7. století př. n. l.
Roky: 739 – 730 729 – 720 – 719–710 př. n. l. – 709 – 700 699 – 690

## Události
- 718 – Gygés se stal vládcem Lýdie.
- 717 – Počátek vlády elamského krále Šutruk-Nahhunta II. (do roku 699 př. n. l.).
- 717 – Asyrský král Sargon II. anektoval Karchemiš (poslední velká chetitská pevnost), Tabal a Komagenu, definitivní konec chetitské civilizace.
- 717 – Sargon II. založil Chorsábád, nové hlavní město asyrské říše.
- 717 – Možný počátek vlády Bakenrenefa, posledního egyptského faraona 24. dynastie.
- 717 – Údajný konec vlády římského krále Romula.
- 716 – Počátek vlády Numy Pompilia, druhého římského krále.
- 715 – Sparta dokončila dobývání Messénie.
- 710 – Asyrský vládce Sargon II. zahájil válečné tažení proti babylonskému králi Marduk-apla-iddinovi II.

## Vědy a umění
- 713 – Numa Pompilius zreformoval římský kalendář.

## Úmrtí
- 715 – Achaz, judský král
- 714 – Rusa I., král Urartu

## Hlava státu
- Médie – Deiokés
- Urartu – Rusa I., poté Argišti II.
- Asýrie – Sargon II.
- Judské království – Achaz, poté Chizkijáš